# Anders Larsson (Ringer)

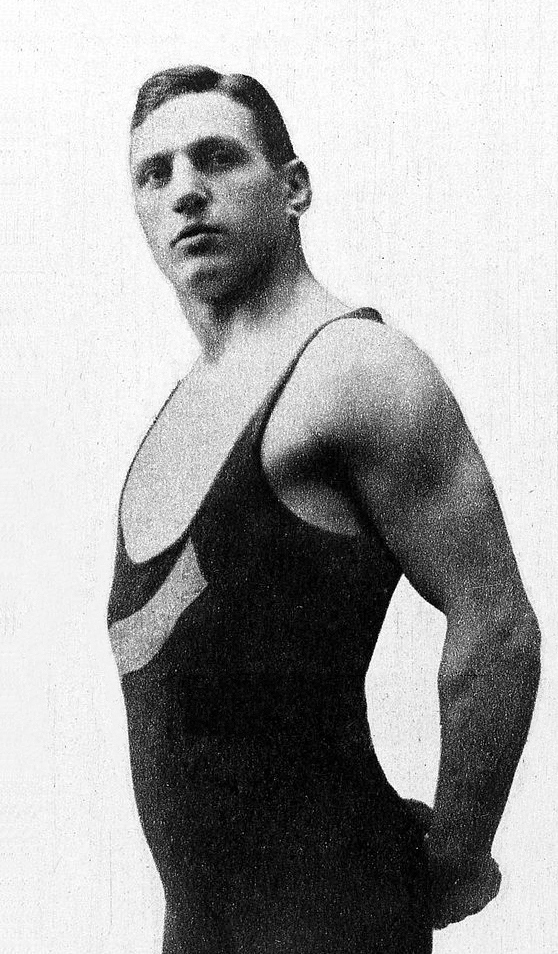
Anders Larsson, 1920

Anders Larsson (* 2. Juli 1892 in Varberg; † 4. Januar 1945) war ein schwedischer Ringer.
Bei den Olympischen Sommerspielen 1920 in Antwerpen holte er in der Klasse bis 82,5 kg die Goldmedaille, vor dem Schweizer Charles Courant und Walter Maurer aus den USA im Freistil.